# 紀百継
紀 百継（き の ももつぐ）は、平安時代初期の公卿。右兵衛督・紀木津魚の長男。官位は従二位・参議。

## 経歴
桓武朝では、右衛士少尉・近衛将監と武官を歴任し、延暦20年（801年）従五位下に叙せられた。平城朝に入っても、近衛将監から左/右衛士佐と武官を務める傍ら、越後介・上野権介・越前介と地方官を兼ねた。
弘仁元年（810年）に発生した薬子の変に際して左衛士佐から右近衛少将に転任する。以降、弘仁2年（811年）従五位上、弘仁3年（812年）従四位下・右近衛中将、弘仁8年（817年）従四位上、弘仁12年（821年）正四位下と嵯峨朝において急速に昇進し、弘仁13年（822年）従三位に叙せられ公卿に列した。また、この間近衛中将・兵部大輔・右衛門督等の武官を歴任し、美濃守・相模守と地方官を兼帯した。
その後も右衛門督を務めながら淳和朝でも累進し、天長8年（831年）正三位、天長10年（833年）従二位に至り、仁明朝の承和2年（835年）には71歳で参議に任ぜられた。承和3年（836年）9月19日薨去。享年73。最終官位は参議従二位。

## 官歴
注記のないものは『六国史』による。
- 時期不詳：正六位上
- 延暦19年（800年） 6月：右衛士少尉[1]
- 延暦20年（801年） 2月：従五位下[1]
- 延暦23年（804年） 6月：右近衛将監[1]
- 延暦25年（806年） 正月28日：越後介。4月18日：右衛士権佐、越後介如故
- 大同2年（809年） 9月：右衛士佐[1]
- 大同3年（808年） 6月21日：上野権介、右衛士佐如故。7月9日：兼越前介。7月22日：左衛士権佐。8月22日：左衛士佐。越前介如故
- 弘仁元年（810年） 9月10日：右近衛少将、下野介如故
- 弘仁2年（811年） 6月1日：従五位上
- 弘仁3年（812年） 正月7日：正五位上（越階）。正月8日：従四位下。正月12日：右近衛中将
- 弘仁6年（815年） 正月10日：兼美濃守
- 弘仁7年（816年） 正月：兵部大輔[1]
- 弘仁8年（817年） 正月7日：従四位上
- 弘仁9年（818年） 正月10日：兼相模守[2]
- 弘仁12年（821年） 日付不詳：内蔵大舎人頭[1]。正月7日：正四位下[1]
- 弘仁13年（822年） 10月1日：従三位、右衛門督如元[1]
- 弘仁14年（823年） 正月11日：兼播磨権守[1]
- 天長5年（828年） 日付不詳：兼信濃守[1]
- 天長6年（829年） 正月13日：兼近江守[1]
- 天長8年（831年） 正月4日：正三位
- 天長10年（833年） 11月18日：従二位
- 承和2年（835年） 7月20日：参議、辞右衛門督[1]
- 承和3年（836年） 9月19日：薨去（参議従二位）

## 系譜
- 父：紀木津魚[1]
- 母：不詳
- 生母不明の子女
  - 男子：紀綱麻呂[3]
  - 男子：紀諸綱[3]